# Aachener Königspfalz

Hypothetischer, zeichnerischer Rekonstruktionsversuch der karolingischen Aachener Königspfalz basierend auf einer Rekonstruktion von Albert Huyskens und Joseph Buchkremer aus dem Jahr 1924/25, erweitert um die Darstellung des Thermenbezirks aus den 1960er Jahren. Im Hintergrund die Pfalzkapelle, vorn die Aula regia mit dem Granusturm.

Die Königspfalz in Aachen war der wichtigste früh- und hochmittelalterliche Herrschersitz des fränkischen und später ostfränkisch-deutschen Königreiches. Ihre Bedeutung verdankte sie vor allem dem Umstand, dass sie die Lieblingspfalz Karls des Großen war. Schon durch ihre bloße Größe ungewöhnlich, wurde sie im äußersten Osten der Kernlandschaft der frühen Karolinger errichtet, deren Zentrum um Lüttich und Herstal lag. Von der karolingischen Anlage steht noch die Pfalzkapelle (Oktogon und Westwerk) des Aachener Doms sowie der später aufgestockte Granusturm des Aachener Rathauses, das auf den Grundmauern der Aula regia steht.
In der Pfalzkapelle der Anlage, Teil des heutigen Aachener Doms, wurden über einen Zeitraum von 600 Jahren mehr als 30 römisch-deutsche Könige gekrönt, die sich in der direkten Nachfolge Karls des Großen sahen.

## Geschichte

Pfalzmodell nach Leo Hugot, 1981

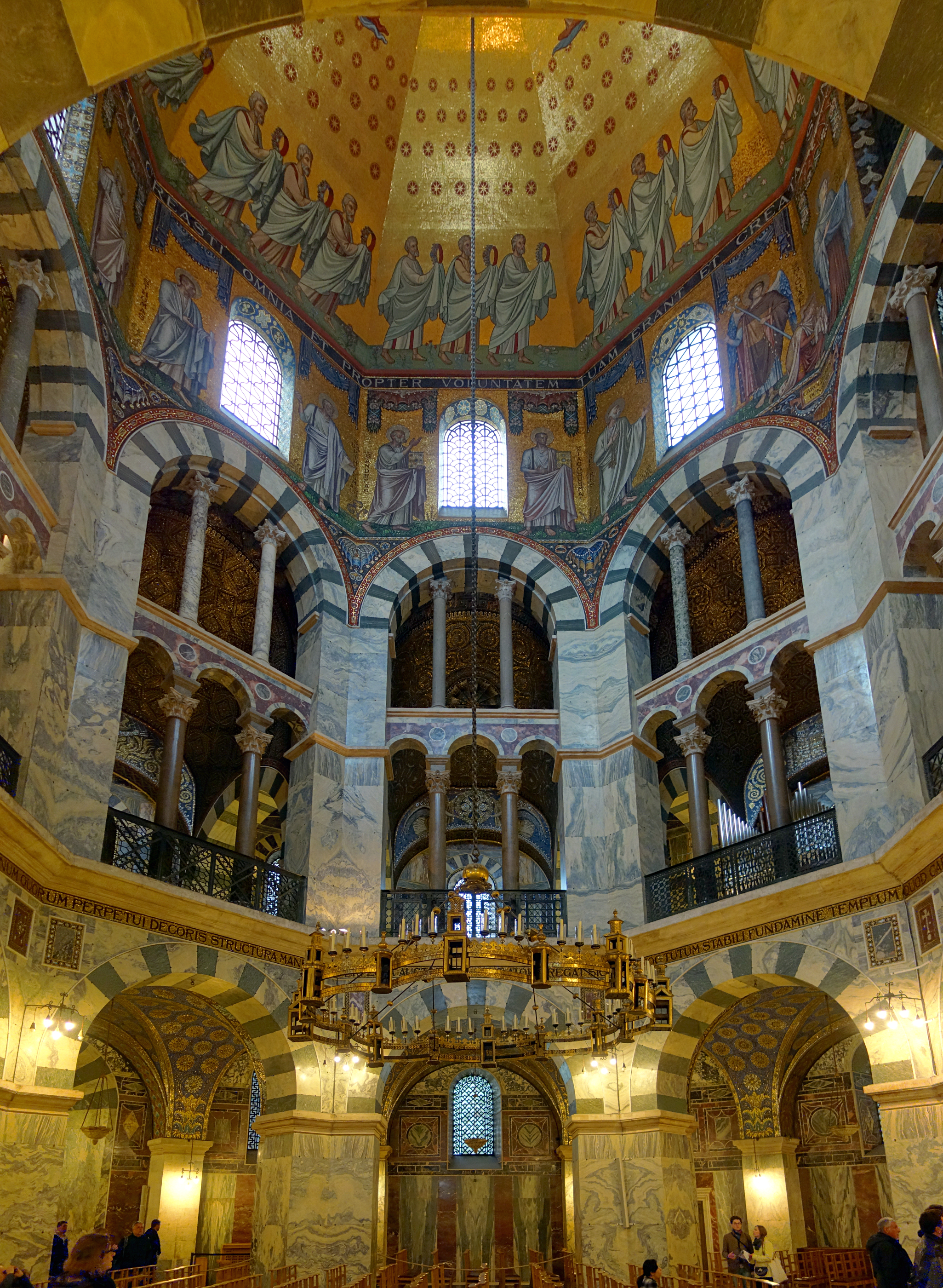
Oktogon der Pfalzkapelle

Schon zu Zeiten des fränkischen Königs Pippins des Jüngeren lassen sich im Gebiet der späteren Pfalz Bauten nachweisen. Diese beschränkten sich wohl eher auf Einrichtungen wie die eines größeren zeitgenössischen Gutshofs. Erst Karl der Große ließ die Pfalz ab etwa 780 zu einer großen Anlage mit Königshalle (Aula regia), Pfalzkapelle, Wohnturm, Garnison und Gerichtssälen ausbauen. Karl verfolgte damit das Ziel, ein „Neues Rom“ (Roma secunda) nördlich der Alpen als Zentrum seines Fränkischen Reiches zu errichten, das sich in der Nachfolge des Römischen Reiches sah. Aachen wurde Karls Lieblingsresidenz einerseits wegen der nahen Waldgebiete, in denen er seiner Jagdleidenschaft nachgehen konnte, und andererseits und vor allem wegen der heißen Thermalquelle, mittels derer der König, der fast jeden Sommer auf Feldzüge ritt, seine Leiden, vor allem die Gicht, lindern konnte. Er ließ sich neben der Pfalz eine Thermenanlage nach römischem Vorbild erbauen. Nach 795 hielt er sich nur noch dreimal während des Winters an anderen Orten auf. Es kann angenommen werden, dass die Pfalzkapelle, erbaut laut einer früheren Wandinschrift durch Odo von Metz, 802 geweiht wurde. Die Weihe durch Papst Leo III. entstammt einer Legende aus dem 14. Jahrhundert. Zu dieser Zeit waren die wichtigsten karolingischen Anlagen bereits vollendet.
Im Jahre 936 wurde in der Aachener Pfalz Otto der Große gekrönt, der damit die Grundlage für die Tradition der Krönung der römisch-deutschen Könige in Aachen begründete.
Im 14. Jahrhundert wurde unter der Leitung des Bürgermeisters Gerhard Chorus anstelle der Königshalle das neue Aachener Rathaus errichtet, da das alte im Grashaus untergebrachte Rathaus nicht mehr repräsentativ genug war. Zur selben Zeit wurde der karolingischen Pfalzkapelle ein erster gotischer Chor angefügt, dem zahlreiche Kapellen in den nächsten Jahrhunderten folgten. Nach Bränden 1624 und 1656 wurden die Dächer der Pfalzkapelle 1664 erneuert.
Mit dem Ende der Königskrönungen in Aachen 1531 verlor die Pfalz ihre Bedeutung als traditioneller Krönungsort deutscher Könige. Seit 1802 jedoch bildet die als Marienkirche errichtete Pfalzkapelle den Zentralbau des heutigen Aachener Doms, der Kathedrale für das neu gegründete Bistum Aachen.

## Konzeption

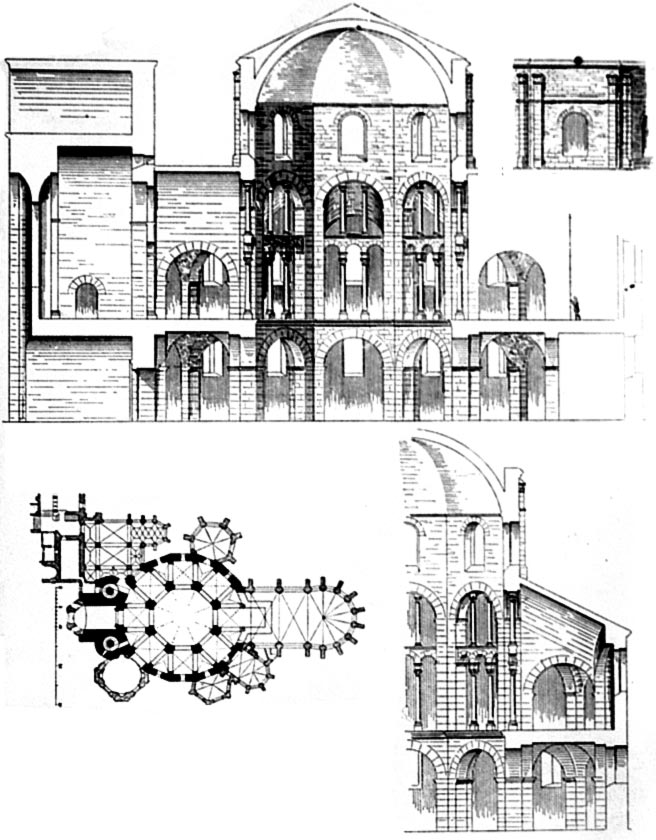
Rekonstruktion der Pfalzkapelle ohne spätere Anbauten

Die Königs- und später Kaiserpfalz zu Aachen war größer als alle Güter, die je ein Frankenkönig vor Karl dem Großen besessen hatte. Ab dem Winter 794/795 ließ sich der fast fünfzigjährige Herrscher regelmäßig in Aachen nieder.
In der nach römischen Vorbildern erbauten Königshalle regierte der Frankenkönig. In den angefügten, nicht mehr erhaltenen Gebäudeteilen, wohnte Karl vermutlich mit seiner Familie. Dass der heute noch erhaltene Granusturm dabei als Wohnraum genutzt wurde, wird von der Forschung heute nicht mehr aufrechterhalten: Er wird vielmehr als eines der ersten repräsentativen Treppenhäuser nördlich der Alpen gedeutet. Ein zweigeschossiger Verbindungsbau führte zur Marienkirche, der Pfalzkapelle im Süden der Anlage. Der Verbindungsbau nahm wohl im oberen Teil die Hofschule auf, während der untere Bereich wahrscheinlich der Garnison vorbehalten war.
Die Pfalzkapelle bildete das Kernstück der Pfalzanlage und war prächtiger gestaltet als alle Steinbauten, die nördlich der Alpen bestanden. Aus Rom und Ravenna ließ Karl Säulen und Marmor zu ihrer Ausstattung heranschaffen. Ein hölzerner Gang gestattete es dem Herrscher, trockenen Fußes von seinen Wohnräumen in die Kirche zu gelangen.
Nach der Kaiserkrönung in Rom am ersten Weihnachtstag des Jahres 800 bezog Karl die vollendete Pfalz und machte sie einerseits zum bildlichen und kulturellen Mittelpunkt des Reiches und andererseits lebte und herrschte Karl selbst zunehmend und stets in den Wintermonaten bis zu seinem Tod im Jahre 814 in der Königspfalz.